# Tuomo Ruutu
Temple de la renommée finlandais : 2021
Tuomo Ruutu (né le 16 février 1983 à Vantaa en Finlande) est un joueur professionnel finlandais de hockey sur glace. Il évolue au poste d'attaquant. Il est le frère des joueurs Jarkko et Mikko Ruutu.

## Biographie

### Carrière en club
En 2001, il commence sa carrière au HIFK en SM-liiga. Il est choisi en 2001 au cours du repêchage d'entrée dans la Ligue nationale de hockey par les Blackhawks de Chicago en 1re ronde, en 9e position. En 2003, il part en Amérique du Nord et débute dans LNH avec les Blackhawks. En 2004, il participe à la Coupe du monde de hockey et représente son pays, la Finlande. Le 26 février 2008, il est échangé aux Hurricanes de la Caroline en retour d'Andrew Ladd.
Le 22 février 2012, il signe un contrat de trois ans avec les Hurricanes. Lors de la saison 2010-2011, il connaît sa meilleure production offensive avec 57 points en 82 matchs. Il remporte, avec la Finlande, la médaille de bronze aux Jeux olympiques de 2010. Il signe un nouveau contrat de quatre ans, 19 millions $ avec les Canes, le 22 février 2012.
Encore une fois, il représente la Finlande et cette fois-ci, aux Jeux olympiques de 2014. Il remporte à nouveau, la médaille de bronze. Il est échangé aux Devils du New Jersey, le 5 mars 2014.

### Carrière internationale
Il représente la équipe de Finlande de hockey sur glace au niveau international.

## Statistiques

### En club
| Saison     | Équipe                    | Ligue      |     | Saison régulière | Saison régulière | Saison régulière | Saison régulière | Saison régulière |   | Séries éliminatoires | Séries éliminatoires | Séries éliminatoires | Séries éliminatoires | Séries éliminatoires |
| Saison     | Équipe                    | Ligue      | PJ  | B                | A                | Pts              | Pun              | PJ               | B | A                    | Pts                  | Pun                  |                      |                      |
| 1999-2000  | HIFK                      | SM-liiga   | 1   | 0                | 0                | 0                | 2                | -                | - | -                    | -                    | -                    |                      |                      |
| 2000-2001  | Jokerit Helsinki          | SM-liiga   | 47  | 11               | 11               | 22               | 86               | 5                | 0 | 0                    | 0                    | 4                    |                      |                      |
| 2001-2002  | Jokerit Helsinki          | SM-liiga   | 51  | 7                | 16               | 23               | 69               | 10               | 0 | 6                    | 6                    | 29                   |                      |                      |
| 2002-2003  | HIFK                      | SM-liiga   | 30  | 12               | 15               | 27               | 24               | -                | - | -                    | -                    | -                    |                      |                      |
| 2003-2004  | Blackhawks de Chicago     | LNH        | 82  | 23               | 21               | 44               | 58               | -                | - | -                    | -                    | -                    |                      |                      |
| 2005-2006  | Blackhawks de Chicago     | LNH        | 15  | 2                | 3                | 5                | 31               | -                | - | -                    | -                    | -                    |                      |                      |
| 2006-2007  | Blackhawks de Chicago     | LNH        | 71  | 17               | 21               | 38               | 95               | -                | - | -                    | -                    | -                    |                      |                      |
| 2007-2008  | Blackhawks de Chicago     | LNH        | 60  | 6                | 15               | 21               | 75               | -                | - | -                    | -                    | -                    |                      |                      |
| 2007-2008  | Hurricanes de la Caroline | LNH        | 17  | 4                | 7                | 11               | 16               | -                | - | -                    | -                    | -                    |                      |                      |
| 2008-2009  | Hurricanes de la Caroline | LNH        | 79  | 26               | 28               | 54               | 79               | 16               | 1 | 3                    | 4                    | 8                    |                      |                      |
| 2009-2010  | Hurricanes de la Caroline | LNH        | 54  | 14               | 21               | 35               | 50               | -                | - | -                    | -                    | -                    |                      |                      |
| 2010-2011  | Hurricanes de la Caroline | LNH        | 82  | 19               | 38               | 57               | 54               | -                | - | -                    | -                    | -                    |                      |                      |
| 2011-2012  | Hurricanes de la Caroline | LNH        | 72  | 18               | 16               | 34               | 50               | -                | - | -                    | -                    | -                    |                      |                      |
| 2012-2013  | Hurricanes de la Caroline | LNH        | 17  | 4                | 5                | 9                | 8                | -                | - | -                    | -                    | -                    |                      |                      |
| 2013-2014  | Hurricanes de la Caroline | LNH        | 57  | 5                | 11               | 16               | 34               | -                | - | -                    | -                    | -                    |                      |                      |
| 2013-2014  | Devils du New Jersey      | LNH        | 19  | 3                | 5                | 8                | 10               | -                | - | -                    | -                    | -                    |                      |                      |
| 2014-2015  | Devils du New Jersey      | LNH        | 77  | 7                | 6                | 13               | 28               | -                | - | -                    | -                    | -                    |                      |                      |
| 2015-2016  | Devils du New Jersey      | LNH        | 33  | 0                | 1                | 1                | 8                | -                | - | -                    | -                    | -                    |                      |                      |
| 2016-2017  | HC Davos                  | LNA        | 26  | 5                | 7                | 12               | 22               | 6                | 0 | 1                    | 1                    | 2                    |                      |                      |
| Totaux LNH | Totaux LNH                | Totaux LNH | 735 | 148              | 198              | 346              | 596              | 16               | 1 | 3                    | 4                    | 8                    |                      |                      |

### En équipe nationale
| Année | Évènement                            |   | PJ | B | A  | Pts | +/- | Pun                |  | Résultat |
| 2000  | Championnat du monde moins de 18 ans | 7 | 6  | 2 | 8  |     | 0   | Médaille d'or      |  |          |
| 2001  | Championnat du monde junior          | 7 | 1  | 3 | 4  | +5  | 4   | Médaille d'argent  |  |          |
| 2002  | Championnat du monde junior          | 7 | 4  | 1 | 5  | +3  | 10  | Médaille de bronze |  |          |
| 2003  | Championnat du monde junior          | 7 | 2  | 8 | 10 | +6  | 6   | Médaille de bronze |  |          |
| 2004  | Coupe du monde                       | 6 | 1  | 2 | 3  | +4  | 4   | Médaille d'argent  |  |          |
| 2006  | Championnat du monde                 | 9 | 0  | 0 | 0  | -1  | 49  | Médaille de bronze |  |          |
| 2007  | Championnat du monde                 | 8 | 3  | 3 | 6  | +1  | 20  | Médaille d'argent  |  |          |
| 2008  | Championnat du monde                 | 9 | 4  | 2 | 6  | +2  | 8   | Médaille de bronze |  |          |
| 2010  | Jeux olympiques                      | 6 | 1  | 0 | 1  | -1  | 2   | Médaille de bronze |  |          |
| 2011  | Championnat du monde                 | 9 | 6  | 0 | 6  | +3  | 8   | Médaille d'or      |  |          |
| 2014  | Jeux olympiques                      | 6 | 1  | 4 | 5  | +6  | 2   | Médaille de bronze |  |          |
| 2015  | Championnat du monde                 | 8 | 1  | 1 | 2  | 0   | 4   | Sixième place      |  |          |